# Jeanne Hébuterne con cappello
Jeanne Hébuterne con cappello è un dipinto a olio su tela (55 x38 cm) realizzato nel 1918 dal pittore italiano Amedeo Modigliani. Fa parte di una collezione privata italiana.
Il quadro è un ritratto di Jeanne Hébuterne che ebbe un'intensa relazione sentimentale con l'artista tanto da morire suicida il giorno dopo la morte di Modigliani. La Hébuterne fu modella per molti dipinti del maestro.